# Jeff Vermeulen
Pour les articles homonymes, voir Vermeulen.
Jeff Vermeulen (né le 7 octobre 1988 à Zwolle) est un coureur cycliste néerlandais.

## Biographie
Jeff Vermeulen naît le 7 octobre 1988 à Zwolle aux Pays-Bas.
Il est membre de Pijnenburg-Aquadraat en 2005. En 2007, il court pour l'équipe Löwik Meubelen, puis passe chez Asito en 2008, chez AA Drink en 2009 et chez Dunkerque-Littoral en 2010. En 2011, il est recruté par l'équipe De Rijke.
Il entre en 2012 dans l'équipe Metec Continental (devenant Metec-TKH Continental à partir de l'année suivante). Il remporte la 3e étape de l'Olympia's Tour et la 1re étape de la Course de Solidarność et des champions olympiques, et termine 2e du Ronde van Noord-Holland. En 2013, il remporte Zuid Oost Drenthe Classic I et les 1re et 3e étapes de l'Olympia's Tour. Le 7 août 2013, il a été révélé qu'il a été testé positif à un contrôle antidopage. Le 20 novembre de cette année, un deuxième test de dopage est positif après qu'il a été congédié par son employeur. En attendant une décision, il a été provisoirement suspendu par la fédération nationale cycliste. Finalement, il a été blanchi des accusations de dopage.
Il revient en 2015 dans le cyclisme professionnel sous les couleurs de l'équipe néerlandaise Jo Piels. Il remporte Zuid Oost Drenthe Classic I, le Tour d'Overijssel, le contre-la-montre par équipes de la 1rea étape de l'Olympia's Tour et la 4e étape. Le 23 mai, il remporte la 2e étape du Paris-Arras Tour.

## Palmarès sur route

### Par année
- 2011
  - Witte Kruis Classic
- 2012
  - 3e étape de l'Olympia's Tour

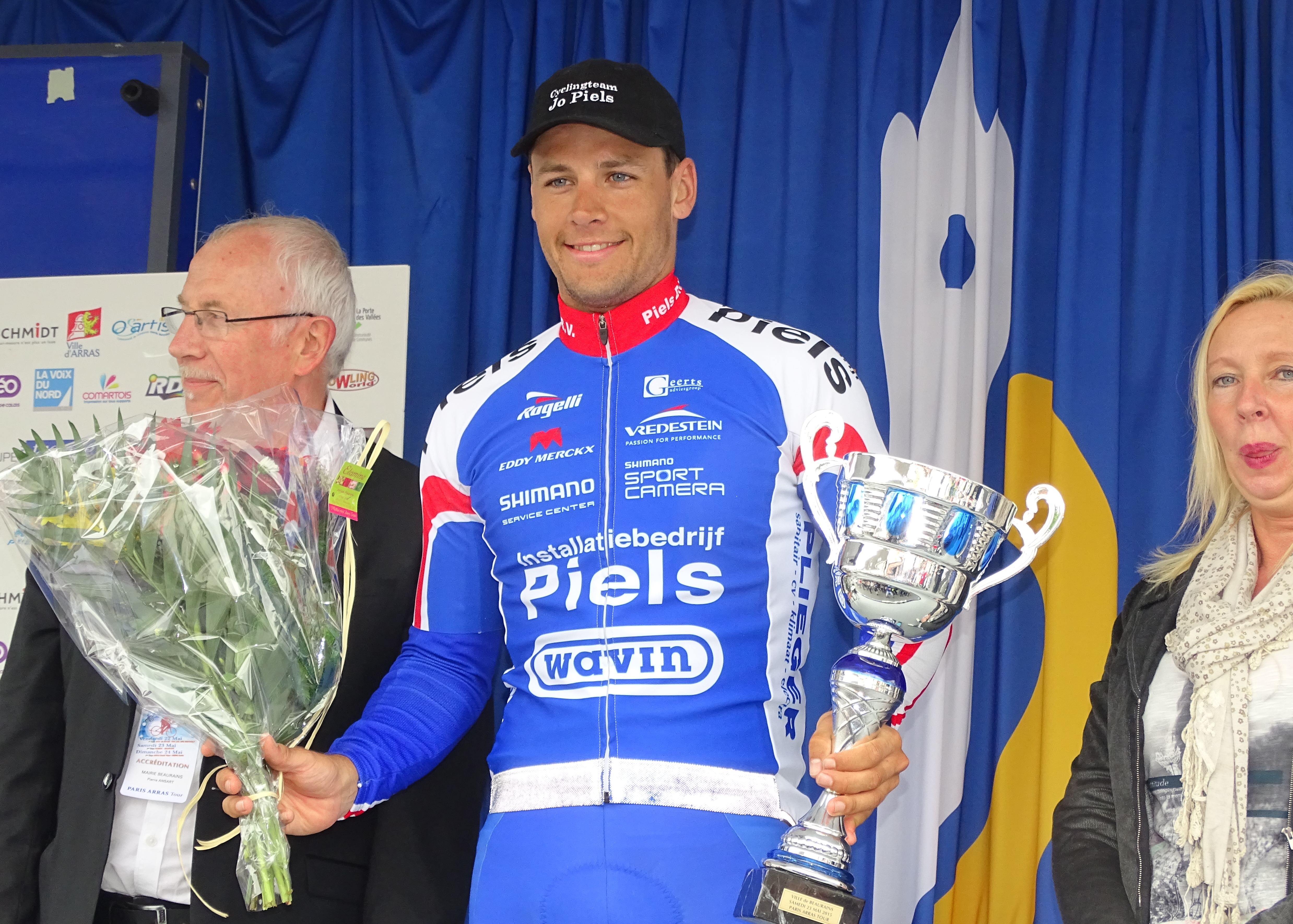
Jeff Vermeulen, vainqueur de la 2e étape du Paris-Arras Tour 2015 à Beaurains.

  - 1re étape de la Course de Solidarność et des champions olympiques
  - 2e du Tour de Hollande-Septentrionale
- 2013
  - Zuid Oost Drenthe Classic I
  - 1re et 3e étapes de l'Olympia's Tour
- 2015
  - Zuid Oost Drenthe Classic I
  - Tour d'Overijssel
  - 1rea (contre-la-montre par équipes) et 4e étapes de l'Olympia's Tour
  - 2e étape du Paris-Arras Tour
  - Parel van de Veluwe
- 2016
  - Ster van Zwolle
  - Tour de Groningue
  - 5e étape du Tour du Loir-et-Cher
- 2018
  - 2e du championnat des Pays-Bas des élites sans contrat

### Classements mondiaux
| Année           | 2009   | 2010 | 2011 | 2012 | 2013 | 2014 | 2015 | 2016 | 2017   |
| --------------- | ------ | ---- | ---- | ---- | ---- | ---- | ---- | ---- | ------ |
| UCI Europe Tour | 1 079e |      |      | 205e | 139e |      | 117e | 724e | 1 649e |

## Palmarès sur piste

### Championnats du monde juniors
- 2006
  -  Médaillé d'argent de l'américaine juniors (avec Pim Ligthart)

### Championnats d'Europe
- 2011
  -  Médaillé d'argent de la course derrière derny

### Championnats nationaux
| - 2004 - Champion des Pays-Bas de vitesse cadets - 2e du championnat des Pays-Bas de l'omnium cadets - 3e du championnat des Pays-Bas du 500m cadets - 2005 - Champion des Pays-Bas de poursuite juniors - 2e du championnat des Pays-Bas du kilomètre juniors - 2006 - 2e du championnat des Pays-Bas de course derrière derny - 2e du championnat des Pays-Bas de l'américaine - 3e du championnat des Pays-Bas de poursuite espoirs - 2007 - Champion des Pays-Bas de course derrière derny - 2e du championnat des Pays-Bas de course aux points - 2e du championnat des Pays-Bas de l'omnium espoirs - 3e du championnat des Pays-Bas du scratch - 3e du championnat des Pays-Bas de l'américaine | - 2008 - 3e du championnat des Pays-Bas de course aux points - 2009 - 2e du championnat des Pays-Bas de poursuite - 2e du championnat des Pays-Bas de l'américaine - 3e du championnat des Pays-Bas de course aux points - 3e du championnat des Pays-Bas du scratch - 2011 - Champion des Pays-Bas de course derrière derny - 2016 - 3e du championnat des Pays-Bas de l"américaine |